# Иванушкин, Василий Матвеевич
Василий Матвеевич Иванушкин (род. 28 августа 1933) — советский военачальник, генерал-лейтенант. Начальник штаба и первый заместитель командующего 33-й гвардейской ракетной армии (1980—1981). Заместитель начальника Управления РВСН Главного оперативного управления Генерального штаба Вооружённых сил СССР (1981—1989).

## Биография
Родился 28 августа 1933 года в Ленинграде.
С 1944 по 1951 год обучался в Ленинградском Нахимовском военно-морском училище. С 1951 по 1955 год обучался на штурманском факультете Высшего военно-морского училища подводного плавания. С 1955 по 1960 год служил в ВМФ СССР. С 1955 по 1958 год служил в составе Каспийской военной флотилии в должности офицера-испытателя подводных лодок. С 1958 по 1959 год обучался в Высших специальных офицерских ордена Ленина классов ВМФ. С 1959 по 1960 год служил в составе Северного флота в должности штурмана подводной лодки 629 проекта, в составе которой было три пусковые установки с баллистическими ракетами «Р-13».
С 1960 года служил в составе Ракетных войск стратегического назначения СССР. С 1960 по 1963 год служил в составе 3-го отдельного гвардейского ракетного корпуса в должности начальника отделения подготовки данных ракетной дивизии. С 1963 по 1968 год обучался на командном факультете Военной академии имени Ф. Э. Дзержинского. С 1968 по 1971 год — начальник штаба — заместитель командира и командир отдельного ракетного полка. С 18 мая по 26 ноября 1971 года — заместитель командира 43-й гвардейской ракетной дивизии, в частях дивизии состояли стратегические пусковые ракетные установки с жидкостными одноступенчатыми баллистическими ракетами средней дальности наземного базирования «Р-12» и «Р-14». С 1971 по 1975 год — начальник штаба и заместитель командира 37-й гвардейской ракетной дивизии, в частях дивизии состояли стратегические пусковые ракетные установки с жидкостными одноступенчатыми баллистическими ракетами средней дальности наземного базирования «Р-12» и «РСД-10».
С 1975 по 1978 год — командир 50-й ракетной дивизии, в составе 43-й ракетной армии. В частях дивизии под руководством В. М. Иванушкина состояли стратегические пусковые ракетные установки с жидкостными одноступенчатыми баллистическими ракетами средней дальности наземного базирования «Р-12У». С 1978 по 1980 год обучался в Военной ордена Ленина Краснознамённой ордена Суворова академии Генерального штаба Вооружённых Сил СССР имени К. Е. Ворошилова. С 1980 по 1981 год — начальник штаба — первый заместитель командующего и член Военного совета 33-й гвардейской ракетной армии, в состав соединений армии входили стратегические ракетные комплексы третьего поколения с тяжёлой двухступенчатой жидкостной ампулизированной межконтинентальной баллистической ракетой шахтного базирования «Р-36М» . С 1981 по 1989 год служил в центральном аппарате Генерального штаба Вооружённых сил СССР в должности заместителя начальника Управления РВСН Главного оперативного управления.
С 1989 года в запасе.
Умер 30 июня 2005 года в Москве. Захоронен на Троекуровское кладбище, г. Москва , (участок 7, ряд 2, место 26)

## Награды
- Орден Октябрьской Революции
- Орден Красной Звезды
- Орден «За службу Родине в Вооружённых Силах СССР» III степени
- Медаль «За боевые заслуги»[1]